# Reggimento di polizia "Dnipro-1"
Il Reggimento di polizia "Dnipro-1" (in ucraino Полк поліції «Дніпро-1»?, Polk policiї «Dnipro-1»), inizialmente conosciuto come Battaglione Kolomojs'kyj, è un'unità militare ucraina appartenente alla Polizia Nazionale dell'Ucraina, subordinata al Ministero degli affari interni e con sede a Dnipro.
Costituito nell'aprile 2014 a seguito del decreto del ministro Arsen Avakov, prima come battaglione di volontari militari e poi come unità di polizia. Fin dalla sua nascita ha ricevuto finanziamenti dall'oligarca Ihor Kolomojs'kyj, fondatore del 39º Battaglione di difesa territoriale "Dnipro-2". Il 23 settembre è stato riorganizzato in reggimento.
Nel dicembre 2023, durante l'invasione russa dell'Ucraina, è stato assegnato alla Brigata d'assalto "Ljut".

## Struttura
- Comando di reggimento[4]
- 1ª Compagnia corazzata (T-64BV)
- 2ª Compagnia di polizia
- 3ª Compagnia ricognizione aerea
- 4ª Compagnia di polizia "Kryvbas"[5]
- 5ª Compagnia di polizia "Donec'k"
- 6ª Compagnia di polizia "Krym"
- Batteria artiglieria semovente (2S22 Bohdana)

## Comandanti
- Maggiore Jurij Bereza (aprile 2014 - dicembre 2014)
- Colonnello Vjačeslav Pečenenko (dicembre 2014 - maggio 2016)
- Colonnello Oleksandr Raševs'kyj (maggio 2016 - in carica)